# Peter J. Denning
Peter J. Denning (6 gennaio 1942) è un informatico statunitense ed uno dei membri partecipanti al progetto Multics.

## Carriera
Si è laureato con PhD al Massachusetts Institute of Technology nel 1968 ed è stato poi assunto dall'Università di Princeton.
Ha sviluppato una teoria unificata della memoria virtuale ed ha inventato il modello a working set per la  gestione ottimale della memoria e nel 1983 è passato alla NASA.